# Paul Vaussane
Paul Vaussane, né le 15 mars 1966 à Lyon, est un artiste franco-mexicain.

## Biographie
Après des études de sciences humaines en France, Paul Vaussane vit au Mexique et au Chili.
Sa première exposition individuelle, en 2000 à la galerie El Círculo Azul de Mexico, est suivie d'une dizaine d'autres, principalement au Mexique.
Jusqu'en 2005, il a utilisé exclusivement une technique mixte (lamelles de bois, poudre de marbre, pigments, sur panneau de bois ou plexiglas), et produit des bas reliefs à motifs souvent géométriques.
Depuis 2005, il se consacre exclusivement à la sculpture, avec trois techniques qu'il a développées : le bronze à partir de cires directes, l'agglomération d'objets divers sur empreinte, les tiges de bois ligaturées.
Il continue à produire des compositions abstraites, généralement des variations sur le carré, en hommage au peintre vénézuélien Jesús Rafael Soto et au peintre mexicain Vicente Rojo ; ses travaux les plus récents sont des séries figuratives, particulièrement des têtes humaines.

## Collections
Certaines de ses œuvres sont présentes dans des collections publiques au Mexique :Alliance française et Fonds d'acquisition de la Loterie nationale de Mexico.